# アトゥナイサ・モリ
アトゥナイサ・モリ（Atunaisa Moli、1995年6月12日 - ）は、スーパーラグビー・パシフィック、フォースに所属するラグビーユニオン選手。

## プロフィール
- ニュージーランド・ギズボーン出身[1]。
- ポジションはプロップ(PR)。
- 身長 189cm、体重 127kg
- U20ニュージーランド代表の主将を務めたことがある[2]。
- ニュージーランド代表キャップは5（2025年1月現在）でラグビーワールドカップ2019のニュージーランド代表に選ばれた[3]。
- バーバリアンズに選ばれたことがある[4]。

## 略歴
ワイカトを経て、2016年、チーフスに加入。
2024年、フォースに加入。